# Абундий Кордовский
Абундий (лат. Abundius; казнён 11 июля 854 года) — священномученик Кордовский, день памяти — 11 июля.
Святой Абундий, священник из Орначуэлоса, был схвачен в Кордове во время гонений на христиан со стороны мусульманских властей. Представ перед халифом, он прославлял Веру Христову и Церковь Христову, за что и был обезглавлен. Тело его было брошено в Гвадалквивир.
В ту пору в Кордове пострадали за Христа многие другие Кордовские мученики.